# Listă de filme Bollywood din 2018
Aceasta este o listă de filme în limba hindi (Bollywood, industrie cu sediul în Mumbai) din 2018:

## Ianuarie – martie 2018
| Premiera | Premiera | Titlu                         | Regizor                    | Distribuție | Gen             | Studio                                    | Ref           | # |
| -------- | -------- | ----------------------------- | -------------------------- | --- | --------------- | ----------------------------------------- | ------------- | - |
| J A N    | 12       | 1921                          | Vikram Bhatt               | Zareen Khan, Karan Kundra | Horror          | ASA Productions and Enterprises           | [ 1 ] [ 2 ]   |   |
| J A N    | 12       | Kaalakaandi                   | Akshat Verma               | Saif Ali Khan, Isha Talwar, Shenaz Treasury, Akshay Oberoi, Vijay Raaz, Deepak Dobriyal, Sobhita Dhulipala, Kunaal Roy Kapur, Nary Singh | Dark Comedy     | Cinestan Film Company                     | [ 3 ]         |   |
| J A N    | 12       | Mukkabaaz                     | Anurag Kashyap             | Vineet Kumar Singh, Zoya Hussain, Ravi Kishan                                                                                            | Drama           | Eros International                        | [ 4 ] [ 5 ]   |   |
| J A N    | 19       | Lefty                         | Prabhudeva                 | Paresh Rawal,Sunil Shetty,Abhishek Bachchan                                                                                              | Drama           |                                           | [ 6 ] [ 7 ]   |   |
| J A N    | 19       | Union Leader (film)           | Sanjay Patel               | Rahul Bhat, Tillotama Shome | Drama           | Dim Light Pictures                        | [ 8 ]         |   |
| J A N    | 26       | Chanda Mama Door Ke           | Sanjay Puran Singh Chauhan | Sushant Singh Rajput, R. Madhavan, Shraddha Kapoor                                                                                       | Sci-Fi          | Fox Star Studios                          | [ 9 ] [ 10 ]  |   |
| J A N    | 26       | Aiyaary                       | Neeraj Pandey              | Manoj Bajpayee, Sidharth Malhotra, Rakul Preet Singh, Naseeruddin Shah, Anupam Kher                                                      | Crime Drama     | Reliance Entertainment                    | [ 11 ] [ 12 ] |   |
| J A N    | 26       | Padman                        | R. Balki                   | Akshay Kumar, Abhishek Bachchan, Sonam Kapoor, Radhika Apte                                                                              | Comedy Drama    | Sony Pictures                             | [ 13 ] [ 14 ] |   |
| F E B    | 9        | Pari                          | Prosit Roy                 | Rani Mukherji, Anushka Sharma, Parambrata Chatterjee                                                                                     | Thriller        | Clean Slate Films                         | [ 15 ] [ 16 ] |   |
| F E B    | 9        | Sonu Ke Titu Ki Sweety        | Luv Ranjan                 | Kartik Aaryan, Nushrat Bharucha, Sunny Nijar                                                                                             | Drama           | T-Series                                  | [ 17 ] [ 18 ] |   |
| F E B    | 16       | 3 Storeys                     | Arjun Mukherjee            | Richa Chaddha, Pulkit Samrat, Sharman Joshi, Renuka Shahane, Masumeh Makhija                                                             |                 | Excel Entertainment                       | [ 19 ]        |   |
| F E B    | 23       | Hichki                        | Siddharth P Malhotra       | Rani Mukherjee |                 | Yash Raj Films                            | [ 20 ]        |   |
| F E B    | 23       | Parmanu: The Story Of Pokhran | Abhishek Sharma            | John Abraham, Diana Penty, Boman Irani                                                                                                   | Action/Drama    | Kriarj Entertainment JA                   | [ 21 ]        |   |
| F E B    | 23       | Love Sonia                    | Tabrez Noorani             | Richa Chaddha, Demi Moore, Freida Pinto, Mark Duplass                                                                                    | Drama           | David Womark                              | [ 22 ]        |   |
| M A R    | 2        | Drive                         | Tarun Mansukhani           | Sushant Singh Rajput, Jacqueline Fernandez, Vikramjeet Virk, Sapna Pabbi                                                                 | Action/Drama    | Dharma Productions                        | [ 23 ] [ 24 ] |   |
| M A R    | 2        | Hate Story 4                  | Vishal Pandya              | Karan Wahi, Urvashi Rautela, Ihana Dhillon                                                                                               | Erotic Thriller | T-Series                                  | [ 25 ] [ 26 ] |   |
| M A R    | 16       | Ticket to Bollywood           | Vicky Bahri                | Diganth, Amyra Dastur | Drama           |                                           | [ 27 ]        |   |
| M A R    | 16       | Raid                          | Raj Kumar Gupta            | Ajay Devgn, Illeana D'Cruz, Saurabh Shukla                                                                                               | Action,Thriller | T-Series                                  | [ 28 ]        |   |
| M A R    | 30       | Sanju                         | Rajkumar Hirani            | Ranbir Kapoor, Paresh Rawal, Manisha Koirala, Dia Mirza, Sonam Kapoor                                                                    | Drama           | Rajkumar Hirani Films, Vinod Chopra Films | [ 29 ]        |   |
| M A R    | 30       | BLACK                         | Abhinay Deo                | Irrfan Khan, Kirti Kulhari | Comedy          | T-Series                                  | [ 30 ]        |   |

## Aprilie – iunie 2018
| Premiera      | Premiera                         | Titlu            | Regizor                                                                                                | Distribuție                                                  | Gen                               | Studio                            | Ref           | # |
| ------------- | -------------------------------- | ---------------- | --- | ------------------------------------------------------------ | --------------------------------- | --------------------------------- | ------------- | - |
| A P R I L I E |                                  |                  | |                                                              |                                   |                                   |               |   |
| 13            | October                          | Shoojit Sircar   | Varun Dhawan, Banita Sandhu                                                                            | Drama                                                        | Rising Sun Films                  | [ 31 ] [ 32 ]                     |               |   |
| 20            | Love Per Square Foot             | Anand Tiwari     | Vicky Kaushal, Angira Dhar                                                                             | Romantic Comedy                                              | RSVP, Netflix                     | [ 33 ] [ 34 ]                     |               |   |
| 27            | 2.0                              | Shankar          | Rajnikanth, Akshay Kumar, Amy Jackson, Sudhanshu Pandey, Adil Hussain, Kalabhavan Shajohn, Riyaz Khan, | Sci-Fi/Superhero                                             | Lyca Productions                  | [ 35 ]                            |               |   |
| 27            | Manikarnika: The Queen of Jhansi | Krish            | Kangana Ranaut, Sonu Sood, Ankita Lokhande                                                             | Biopic                                                       | Zee Studios                       | [ 36 ] [ 37 ]                     |               |   |
| 27            | Baaghi 2                         | Ahmed Khan       | Tiger Shroff, Disha Patani                                                                             | Action                                                       | Nadiadwala Grandson Entertainment | [ 38 ] [ 39 ]                     |               |   |
| M A Y         | 11                               | Raazi            | Meghna Gulzar                                                                                          | Vicky Kaushal, Alia Bhatt                                    | Drama                             | Dharma Productions                | [ 40 ]        |   |
| M A Y         | 18                               | Veere Di Wedding | Shashanka Ghosh                                                                                        | Kareena Kapoor, Sonam Kapoor, Swara Bhaskar, Shikha Talsania | Romantic comedy                   | Balaji Motion Pictures            | [ 41 ]        |   |
| M A Y         | 25                               | Bhavesh Joshi    | Vikramaditya Motwane                                                                                   | Harshvardhan Kapoor, Nishikant Kamat                         | Action                            | Phantom Films, Eros International | [ 42 ]        |   |
| J U N         | 15                               | Race 3           | Remo D'Souza                                                                                           | Salman Khan, Bobby Deol, Jacqueline Fernandez, Pooja Hegde   | Thriller                          | Fox Star Studios                  | [ 43 ]        |   |
| J U N         | 15                               | Fanney Khan      | Raj Kumar Gupta                                                                                        | Anil Kapoor, Aishwarya Rai, Rajkummar Rao                    | Musical Comedy                    | AA Films                          | [ 44 ] [ 45 ] |   |
| J U N         | 29                               | Soorma           | Shaad Ali                                                                                              | Diljit Dosanjh, Taapsee Pannu                                | Biopic                            | Sony Pictures                     | [ 46 ]        |   |

## Iulie – septembrie 2018
| Premiera | Premiera | Titlu                    | Regizor             | Distribuție                                                              | Gen               | Studio                 | Ref           | # |
| -------- | -------- | ------------------------ | ------------------- | ------------------------------------------------------------------------ | ----------------- | ---------------------- | ------------- | - |
| J U L    | 6        | Dhadak                   | Shashank Khaitan    | Ishaan Khattar, Jhanvi Kapoor                                            | Drama             | Dharma Productions     | [ 47 ]        |   |
| A U G    | 3        | Sandeep aur Pinky Farrar | Dibakar Banerjee    | Arjun Kapoor, Parineeti Chopra                                           | Comedy            | Yash Raj Films         | [ 48 ]        |   |
| A U G    | 10       | Saaho                    | Sujeeth             | Prabhas, sujan Pandey, Shraddha Kapoor, Neil Nitin Mukesh, Jackie Shroff | Action            | Dharma Productions     | [ 49 ] [ 50 ] |   |
| A U G    | 15       | Gold                     | Reema Kagti         | Akshay Kumar, Mouni Roy                                                  | Biopic            | Excel Entertainment    | [ 51 ] [ 52 ] |   |
| A U G    | 31       | Sadak 2                  | TBA                 | Pooja Bhatt                                                              | Romantic Thriller | Vishesh Films          | [ 53 ]        |   |
| A U G    | 31       | Batti Gul Meter Chalu    | Shree Narayan Singh | Shahid Kapoor                                                            | Comedy            | T-Series, KriArj Films | [ 54 ] [ 55 ] |   |
| S E P    | 28       | Sui Dhaaga               | Sharat Katariya     | Varun Dhawan, Anushka Sharma                                             | Drama             | Yash Raj Films         | [ 56 ]        |   |

## Octombrie - decembrie 2018
| Premiera | Premiera | Titlu                         | Regizor               | Distribuție                                                            | Gen                     | Studio                                        | Ref           | # |
| -------- | -------- | ----------------------------- | --------------------- | ---------------------------------------------------------------------- | ----------------------- | --------------------------------------------- | ------------- | - |
| O C T    | 2        | TBA                           | Honey Trehan          | Deepika Padukone, Irrfan Khan                                          | Thriller                | T-Series, KriArj Entertainment                | [ 57 ] [ 58 ] |   |
| O C T    | 19       | TBA                           | Akiv Ali              | Ajay Devgn, Tabu                                                       | Romantic Comedy         | T-Series, Luv Films                           | [ 59 ] [ 60 ] |   |
| O C T    | 19       | Junglee                       | Chuck Russell         | Vidyut Jammwal                                                         | Action                  | Junglee Pictures                              | [ 61 ]        |   |
| N O V    | 7        | Thugs of Hindostan            | Vijay Krishna Acharya | Amitabh Bachchan, Aamir Khan, Fatima Sana Shaikh, Katrina Kaif         | Period Action/Adventure | Yash Raj Films                                | [ 62 ]        |   |
| N O V    | 7        | Haathi Mere Saathi            | Prabhu Solomon        | Rana Daggubati                                                         |                         | Eros International                            | [ 63 ]        |   |
| N O V    | 23       | Super 30                      | Vikas Bahl            | Hrithik Roshan,Bobby Deol                                              | Action/Drama            | Phantom Entertainment, Reliance Entertainment | [ 64 ]        |   |
| D E C    | 7        | Namastey Canada               | Vipul Shah            | Arjun Kapoor, Parineeti Chopra                                         |                         | Pen India Limited, Vipul Shah                 | [ 65 ]        |   |
| D E C    | 21       | Dwarf                         | Anand L Rai           | Shah Rukh Khan,Salman Khan,Saif Ali Khan, Katrina Kaif, Anushka Sharma |                         | Red Chillies Entertainment                    |               |   |
| D E C    | 21       | Kedarnath                     | Abhishek Kapoor       | Sushant Singh Rajput, Sara Ali Khan                                    |                         | KriArj Entertainment                          | [ 66 ]        |   |
| D E C    | 21       | The Accidental Prime Minister | Vijay Gutte           | Anupam Kher                                                            | Biopic                  | Bohra Bos International                       | [ 67 ] [ 68 ] |   |
| D E C    | 25       | Krrish 4                      | Rakesh Roshan         | Hrithik Roshan                                                         | Action                  | Filmkart Productions                          |               |   |
| D E C    | 28       | ''Simmba''                    | Rohit Shetty          | Ranveer Singh                                                          | Comedy                  | Dharma Productions, Reliance Entertainment    | [ 69 ]        |   |